# حمید بهزادپور
حمید بهزادپور (زاده ١٠ خردادماه ١٣۶۶-مهریز) بازیکن تیم ملی فوتبال ساحلی ایران است که در پست دروازه‌بان بازی می‌کند.
او با تیم ملی فوتبال ساحلی چهار بار قهرمان مسابقات جام بین قاره ای به میزبانی کشور امارات شده‌است.
بهزادپور به عنوان برترین دروازه‌بان جام بین قاره در سال ٢٠١٨ معرفی شده است. 
او هم اکنون عضو تیم  لوکوموتیو مسکو روسیه است و در این تیم با امیرحسین اکبری مدافع فوتبال ساحلی ایران نیز هم تیمی است.
نام بهزاد پور به عنوان دروازه‌بان در تیم منتخب فوتبال ساحلی جهان در سال ٢٠١٩ جای گرفت.